# Kurt Rötzer
Kurt Rötzer (* 7. Juni 1921; † 20. Mai 1984) war ein österreichischer Langstreckenläufer.

## Karriere
1948 gewann er den Giro al Sas.
Über 5000 m schied er bei den Leichtathletik-Europameisterschaften 1950 in Brüssel, den Olympischen Spielen 1952 in Helsinki und den EM 1954 in Bern im Vorlauf aus.
Fünfmal wurde er Österreichischer Meister über 5000 m (1948, 1950, 1952, 1954, 1955) und viermal über 10.000 m (1951, 1954, 1955).

## Persönliche Bestzeiten
- 5000 m: 14:42,2 min, 6. August 1952, Wien (ehemaliger nationaler Rekord)
- 10.000 m: 30:51,4 min, 2. August 1955, Warschau